# Guettarda rusbyi
Guettarda rusbyi är en måreväxtart som beskrevs av Paul Carpenter Standley. Guettarda rusbyi ingår i släktet Guettarda och familjen måreväxter. Inga underarter finns listade i Catalogue of Life.